# 사토미 히토요시
사토미 히토요시(일본어: 里見 仁義, 1983년 5월 13일 ~ )는 일본의 전 축구 선수이다.

## 구단 경력
과거 더스파 구사쓰에서 활동하였다.